# Калеві Сейлонен
Ар́во О́скар Ка́леві Се́йлонен (фін. Arvo Oskar Kalevi Seilonen; *17 жовтня 1937, Міккелі, Фінляндія — 30 травня 2011, Гельсінкі, там же) — фінський письменник.  

## З життєпису
Народився в Міккелі в 1937 році в родині торгівця.
Після закінчення середньої школи навчався в т.зв. Народній академії.
У літературі з кінця 1950-х.
Починаючи від 1960-х років працював критиком, незалежним журналістом, фотографом, художником і головним редактором 4-х культурних часописів: Nuori Voima (1964–5), журнал візуального мистецтва Iris (1968–9), Kulttuurivihkot (1974–7) і Runous (1983–4). Тривалий час був прес-секретарем Молодіжного альянсу.
У 1967 році Сейлонен, Маркку Лахтела, Ільпо Сауніо і Тауно Туоміваара були оштрафовані на 200 марок за знищення своїх військових квитків.

## З доробку
Офіційно першою книгою Сейлонена стала «Правда про мене» (Tosiasioiati minusta, 1965), але ще до того він опублікував самвидавчу збірку «Прозаїчні вірші» (Proosarunoja) у 1959 році.
Найкращим творчим періодом для К. Сейлонена вважаються 1960-ті роки. У 1970-х роках він став занадто войовничим, що, за оцінками критиків, стримувало політ його уяви. На цей період — 1974 — припало звернення автора до прози.  
Головними творами письменника є поема «Чотири революції» (Neljä vallankumousta, 1981) та «Лісовий розбійник» (Metsäroisto, 1986), що поєднує різні жанри літератури, за яку Сейлонен отримав свою другу державну нагороду та нагороду Фінського книжкового клубу Suure.
Калеві Сейлонен змальовує повоєнне фінське суспільство, з гіркою іронією згадує війну.
Бібліографія
- Proosarunoja. Helsinki: tekijä. 1959.
- Tosiasioita minusta. Helsinki: Tammi. 1965.
- Suomalaisia runoja. Helsinki: Tammi. 1966.
- Ilman valloitus. Helsinki: Tammi. 1968.
- Julkisesti karkuun. Helsinki: Tammi. 1969.
- Vehnäpelto kasvaa heinää. Helsinki: Tammi. 1971.
- Vastarintaryhmä. Helsinki: Tammi. 1974. ISSN 951-30-2886-0 ISBN 951-30-2886-0. {{cite book}}: Перевірте значення |issn= (довідка)
- Köyhien mökkien punaista. Helsinki: Tammi. 1976. ISSN 951-30-3830-0 ISBN 951-30-3830-0. {{cite book}}: Перевірте значення |issn= (довідка)
- Haitarin ääni. Helsinki: Tammi. 1980. ISSN 951-30-5282-6 ISBN 951-30-5282-6. {{cite book}}: Перевірте значення |issn= (довідка)
- Neljä vallankumousta. Helsinki: Tammi. 1981. ISSN 951-30-5458-6 ISBN 951-30-5458-6. {{cite book}}: Перевірте значення |issn= (довідка)
- Metsäroisto. Helsinki: Tammi. 1986. ISSN 951-30-5549-3 ISBN 951-30-5549-3. {{cite book}}: Перевірте значення |issn= (довідка)
- (Toim.) Toistasataa runoilijaa, suomennosvalikoima, 1989
- Valittuja runoja. Helsinki: Tammi. 1991. ISSN 951-30-9699-8 ISBN 951-30-9699-8. {{cite book}}: Перевірте значення |issn= (довідка)

## Джерело
- Об авторах // Совремеменная финская новелла. — М.: Художественная литература, 1985. — 591 с. — С. 584 (рос.)